# Подњача
Подњача је темељ сваке кошнице. Она даје кошници стабилност, омогућава везу пчела са свим улицама, регулише циркулацију температуре и влажност ваздуха.

## Историја
Живот пчела, везан за подњачу почиње прављењем првих кошница. Прва кошница са покретним саћем направљена је у XIX веку. Конструисао ју је Украјинац, Петар Иванович.
На нашим просторима први пут се јавља у XIX веку у Војводини у Сремским Карловцима, као „Американка Јована Живановића”.

## Врсте подњача
Основна подела подњача је на:
- подњача од пуног дрвета,
- мрежаста подњача,
- подњача са хватачом полена.

Најчешче се користе подњаче од храстовог, липовог и буковог дрвета.